# USA International Series 2017
Die USA International Series 2017 im Badminton fanden vom 3. bis zum 6. August 2017 in Orange statt.

## Sieger und Platzierte
| Disziplin    | Gold                     | Silber                           | Bronze                            |
| ------------ | ------------------------ | -------------------------------- | --------------------------------- |
| Herreneinzel | Kento Momota             | Kevin Cordón                     | Lakhanee Sarang                   |
| Herreneinzel | Kento Momota             | Kevin Cordón                     | Howard Shu                        |
| Dameneinzel  | Jamie Hsu                | Daniela Macías                   | Paula La Torre                    |
| Dameneinzel  | Jamie Hsu                | Daniela Macías                   | Kerry Xu                          |
| Herrendoppel | Vinson Chiu Tony Gunawan | Daniel Benz Andreas Heinz        | Jason Ho-Shue Nyl Yakura          |
| Herrendoppel | Vinson Chiu Tony Gunawan | Daniel Benz Andreas Heinz        | Calvin Lin Sattawat Pongnairat    |
| Damendoppel  | Annie Xu Kerry Xu        | Daniela Macías Dánica Nishimura  | Kuei Ya Chen Jamie Hsu            |
| Damendoppel  | Annie Xu Kerry Xu        | Daniela Macías Dánica Nishimura  | Yaqueline Duarte Adelina Quiñones |
| Mixed        | Toby Ng Josephine Wu     | Sattawat Pongnairat Kuei Ya Chen | Tony Gunawan Jamie Hsu            |
| Mixed        | Toby Ng Josephine Wu     | Sattawat Pongnairat Kuei Ya Chen | Mario Cuba Daniela Macías         |